# 宮城県道・福島県道103号金山新地停車場線
宮城県道・福島県道103号金山新地停車場線（みやぎけんどう・ふくしまけんどう103ごう かなやましんちていしゃじょうせん）は、宮城県伊具郡丸森町から福島県相馬郡新地町にいたる一般県道である。

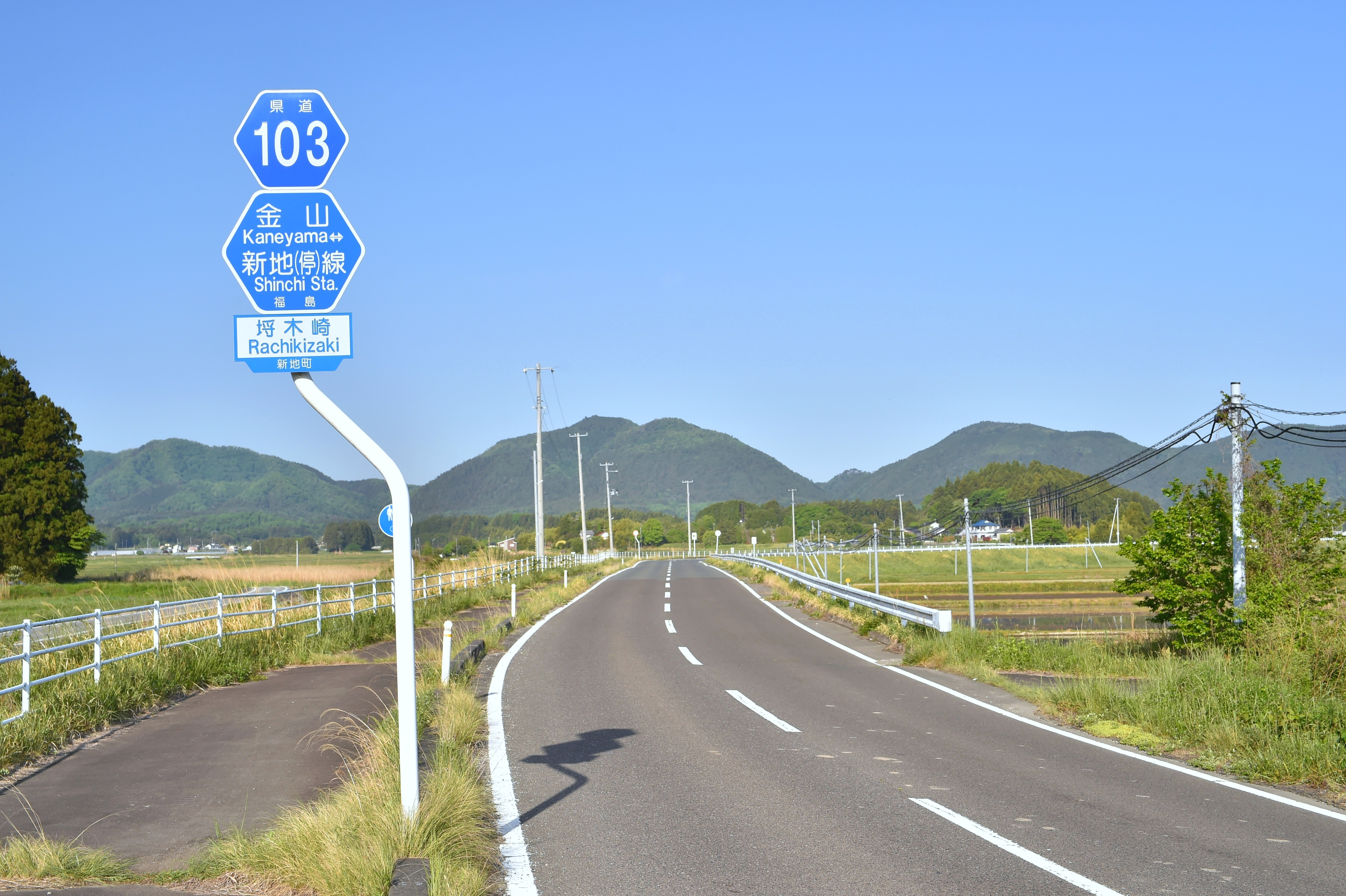
福島県道103号金山新地停車場線・新地町大字福田（2024年5月）

## 概要
- 起点：宮城県伊具郡丸森町大内字大塚
- 終点：福島県相馬郡新地町谷地小屋字桝形（JR常磐線新地駅前）
- 総延長：11.796 km（宮城県区間：4.6055 km・福島県区間：7.191 km[1]）
  - 実延長：- km（宮城県区間：- km・福島県区間：6.434 km）
- 路線認定年月日：1958年3月31日（宮城県）・1959年8月31日[2]（福島県）

起点には「一般県道 金山新地停車場線 起点」の起点標があり、県境を越えてJR東日本新地駅へ至る一般県道である。福田峠は一部幅員狭小箇所がある。

### 重用路線
- 宮城県道245号角田大内線（宮城県伊具郡丸森町大内字大塚（起点）～同町大内字伊手）
- 国道6号（福島県新地町福田字渋田 - 同町谷地小屋字樋ノ口）

### 新道・バイパス
新地駅アクセス道路
- 起点：相馬郡新地町谷地小屋字樋ノ口
- 終点：相馬郡新地町谷地小屋字桝形
- 延長：0.7 km
- 供用開始：2016年12月10日

東日本大震災による津波で壊滅的な被害を受けたJR常磐線相馬・浜吉田間の営業再開により、内陸部に移設された新地駅が開業するのにあわせて福島県により整備された路線である。駅と国道6号をほぼ一直線に結び、上下線ともに歩道が新設され、従来のルートに比べ利便性が向上した 。
その後令和2年1月21日に区域変更が行われ、作田交差点から旧・新地駅までの819.5 m（アクセス道路開通と同時期に拡幅・埓木崎字台前の地内のみの区間に500 mほど短縮）の区間が県道から外れ、新・新地駅までの上述アクセス道路のみの認定となった。

### 道路施設
大町橋
- 全長：30.6m
- 幅員：9.2m
- 竣工：1983年[5]

新地町福田字新堀、字螢田から字大町、字鉄砲町に至り、二級水系三滝川を渡る。

## 地理

### 通過する自治体
- 宮城県
  - 伊具郡丸森町
- 福島県
  - 相馬郡新地町

### 交差する道路
- 丸森町内
  - 宮城県道245号角田大内線（起点 - 丸森町大内字伊手まで重複）
- 新地町内
  - 国道6号 仙台市方面（福田字渋田）
  - 国道6号 いわき市方面（谷地小屋字樋ノ口）
  - 福島県道171号新地停車場釣師線（谷地小屋字桝形）

### 沿線
- 新地町立福田小学校
- JR新地駅